# Галор, Одед
Одед Галор (англ. Oded Galor; родился в 1953 году в Иерусалиме, Израиль) — израильский экономист, профессор экономики Еврейского университета в Иерусалиме и Брауновского университета, автор Единой теории роста, соавтор модели Галора — Зейра.

## Биография
Одед родился в 1953 году в Иерусалиме.
О. Галор в 1978 году получил степень бакалавра искусств, а в 1980 году — магистерскую степень в Еврейском университете в Иерусалиме. В 1984 году был удостоен степени доктора философии по экономике в Колумбийском университете.
Преподавательскую деятельность начал в качестве ассистента профессора в 1984—1986 годах, ассоциированного профессора в 1986—1990 годах, полного профессора в 1990—2008 годах, а с 2008 года профессор кафедры имени Герберта Гольдберга в Брауновском университете. В то же самое время преподавал в Израиле на должности приглашённого профессора в 1987—1988 годах и в 2006—2015 годах, полного профессора кафедры Арона и Михаила Чиливича в Еврейском университете в Иерусалиме в 1994—2006 годах.
Был приглашённым преподавателем в Гарвардском университете в 1988—1989 годах, приглашённым профессором в Массачусетском технологическом институте в 2010—2011 годах, в Лувенском католическом университете в 1994 году и в 2012 году, в Копенгагенском университете в 1997 году и в 2009 году, в Автономном университете Барселоны в 1998 году, приглашённым сотрудником в Стокгольмском университете в 1999 году и в Центре исследований экономической политики в 2002 году и с 2014 года, приглашённым профессором в Цюрихском университете в 2003 году, в Университете имени Бен-Гуриона в 2011 году, в Университете Помпеу Фабра в 2012 году, в Университете Экс-Марсель в 2012 году, в Университете имени Бар-Илана в 2012 году, в Уорикском университете в 2013—2015 годах.
Был директором Центра макроэкономики и роста имени Карла М. Минерва в 1999—2007 годах, помощником редактора журнала Journal of Money, Credit and Banking в 2003—2010 годах, членом редколлегии «Review of International Economics» в 1995—1999 годах и Review of Development Economics в 1996—1999 годах, научным сотрудником Центра японо-американского бизнеса и экономических исследований при Нью-Йоркском университете в 1996—2000 годах и Центра демографических исследований при Гарвардском университете в 1987—1989 годах, членом совета директоров Института экономических исследований Фалька в 2000—2004 годах.
О. Галор является редактором журнала с 1995 года и главным редактором «Journal of Economic Growth», членом редакционной коллегии «Economics and Human Biology» с 2002 года, и «Journal of Economic Inequality» с 2003 года, и «Italian Journal of Economics» с 2014 года, и «Journal of Economic Research» с 1997 года, помощником редактора «Macroeconomic Dynamics» с 2000 года, «Journal of Population Economics» с 2007 года, «Economics» с 2007 года, научным сотрудником Центра исследований экономической политики с 1995 года и Института экономики труда с 2012 года, научным сотрудником и содиректором исследовательской группы «Распределение доходов и макроэкономика» NBER с 1995 года, сотрудником Центра изучения населения и подготовки кадров при Брауновском университете с 2000 года, сотрудником Института международных и общественных дел Ватсона с 2002 года, членом академического совета DEGIT с 2005 года, членом научного комитета CRISS с 2005 года, членом Лаборатории роста CIDS при Гарвардском университете с 2006 года, сотрудником Саклера в Тель-Авивском университете с 2015 года.

## Вклад в науку
Одед Галор совместно с Джозефом Зейром в своей статье «Распределение доходов и макроэкономика» от 1993 года предложили модель Галора — Зейра.

## Награды
- 1997 — двухлетний грант от Израильского научного фонда;
- 1997 — трёхлетний грант от Национального научного фонда;
- 1998 — премия Майкла Милкена;
- 1999 — двухлетний грант от Израильского научного фонда;
- 2000 — грант от Института экономических исследований Фалька;
- 2001 — трёхлетний грант от Национального научного фонда;
- 2002 — грант от Панамериканской организации здравоохранения[англ.];
- 2003 — грант от Панамериканской организации здравоохранения[англ.];
- 2003 — двухлетний грант от Израильского научного фонда;
- 2003 — грант от Института экономических исследований Фалька;
- 2006 — исследовательская премия Саломона;
- 2007 — грант от Института международных и общественных дел Ватсона[англ.] ;
- 2008 — почётный лектор на лекции памяти Л.Клейна от International Economic Review[англ.];
- 2008 — грант от Центра международной экономики Родос;
- 2008 — грант от Межамериканского банка развития;
- 2009 — почётный лектор на лекции памяти С.Кузнеца;
- 2009 — двухлетний грант от Национального научного фонда;
- 2010 — самый цитируемый учёный от Web of Science;
- 2011 — премия CHOICE за выдающуюся академическую книгу «Единая теория роста»;
- 2012 — почётный лектор на лекции памяти Мэддисона;
- 2013 — двухлетний грант от Национального научного фонда;
- 2015 — почётный лектор на лекции памяти Э. Бергласа;
- 2016 — почётный лектор на лекции памяти И. Цейтена.